# Olympic (motorfiets)
Olympic is een Brits historisch merk van motorfietsen.
De bedrijfsnaam was: Frank H. Parkyn Ltd., Olympic Cycle Works, later Olympic Cycle & Motor Co., Wolverhampton (1903-1923).
Frank Parkyn produceerde al in het begin van de jaren tachtig van de twintigste eeuw fietsen aan Green Lane in Wolverhampton. De productie verhuisde in 1896 naar Granville Street.
Rond 1900 kocht hij de modernste productiemachines en begon hij met de productie van de Olympic motorfietsen. Hij gebruikte daarvoor 2¾ pk MMC-inbouwmotoren. De machines sloegen echter niet aan, zodat de productie weer snel werd gestaakt.
Na een lange onderbreking werden vanaf 1919 weer motorfietsen gebouwd, maar nu met de 269 cc Verus-motor. Andere modellen werden voorzien van blokken van Villiers, Orbit, JAP of Blackburne. Olympic leverde ook frames aan andere merken. De Olympic motorfietsen waren vrij duur, ze kostten tussen 65 en 90 Pond. Spaarmodellen maakte het merk vanaf 1922 ook, maar die werden onder de merknaam "New Courier" verhandeld. New Courier was een merk dat alleen in 1899 enkele tricars had gemaakt. De productie van alle Olympic modellen eindigde in 1923.
De Olympic motorfietsen waren zwart met gouden biezen. Het is opmerkelijk dat deze kleurstelling in de jaren twintig juist in Wolverhampton populair was. Ook motorfietsen van Sunbeam en HRD hadden deze kleuren.